# Jitka Čábelická
Jitka Čábelická, née Škarnitzlová le 15 février 1990 à Brandýs nad Labem-Stará Boleslav, est une coureuse cycliste tchèque. Spécialiste du VTT, elle pratique également le cyclo-cross et le cyclisme sur route.

## Biographie
Issue d'une famille de cycliste, elle s'est lancée dans les compétitions de VTT grâce à son frère aîné Jan Škarnitzl et son père, qui a couru dans la catégorie Masters. Pendant plusieurs années, elle combine le cyclisme avec l'athlétisme et le basket-ball. Finalement, elle décide de se concentrer sur le VTT et plus précisément la discipline olympique du cross-country. Plus tard, elle ajoute à son programme le cyclo-cross et le cyclisme sur route.
En 2007, elle remporte une médaille d'argent aux mondiaux de VTT juniors (moins de 19 ans) à Fort William, en Écosse. Elle est également multiple championne de Tchéquie de cross-country. 

## Palmarès en VTT

### Jeux olympiques
- Tokyo 2020
  - 22e du cross-country

### Championnats du monde
- Fort William 2007
  -  Médaillée d'argent du cross-country juniors
- Lillehammer-Hafjell 2014
  - 57e du cross-country
- Cairns 2017
  - 21e du cross-country marathon
  - 39e du cross-country
- Lenzerheide 2018
  - 18e du cross-country
- Mont-Sainte-Anne 2019
  - 8e du relais par équipes
  - 20e du cross-country
- Leogang 2020
  - 7e du relais par équipes
  - 11e du cross-country

### Coupe du monde
- Coupe du monde de cross-country
  - 2021 : 34e du classement général

### Championnats d'Europe
- 2012
  - 10e du cross-country espoirs
- 2016
  - 4e du relais par équipes
- 2017
  - 6e du cross-country marathon
  - 8e du relais par équipes
- 2020
  - 5e du relais par équipes

### Championnats nationaux
- 2015
  - 3e du cross-country
  - 3e du cross-country marathon
- 2016
  - 2e du cross-country
- 2017
  - 2e du cross-country
- 2018
  -  Championne de Tchéquie de cross-country
- 2019
  -  Championne de Tchéquie de cross-country
  -  Championne de Tchéquie de cross-country marathon
- 2020
  -  Championne de Tchéquie de cross-country

## Palmarès en cyclo-cross
- 2006-2007
  - 2e du championnat de Tchéquie de cyclo-cross
- 2007-2008
  - 3e du championnat de Tchéquie de cyclo-cross
- 2008-2009
  - 3e du championnat de Tchéquie de cyclo-cross